# Wschowa

Stemă

Wschowa este un oraș în Polonia.